# Национальный научный центр морской биологии имени А. В. Жирмунского
Национальный научный центр морской биологии имени А. В. Жирмунского  (ННЦМБ ДВО РАН) — научно-исследовательский центр Дальневосточного отделения Российской академии наук. Крупнейший научный центр в России в области биологии моря, одно из крупных российских научных учреждений биологического профиля. Расположен во Владивостоке.

## История
В сентябре 1966 года Президиум АН СССР принял постановление об организации в Дальневосточном филиале Сибирского отделения АН СССР во Владивостоке (ДВФ СО АН СССР) отдела биологии моря. 20 октября 1966 года Президиум СО АН СССР назначил А. В. Жирмунского заведующим отделом, а О. Г. Кусакина — его заместителем. Летом 1967 года была проведена первая научная экспедиция на литораль Курильских островов.
13 ноября 1968 года Президиум СО АН СССР принял постановление о целесообразности организации института на базе отдела биологии моря, а 25 сентября 1969 г. Госкомитет Совета Министров СССР по науке и технике принял решение об организации Института. В январе 1970 отдел был преобразован в Институт биологии моря ДВФ СО АН СССР, а с октября 1970 г. — в Институт биологии моря Дальневосточного научного центра — сокращенно ИБМ ДВНЦ АН СССР (с 1991 г. ИБМ ДВО РАН). Директором-организатором института стал А. В. Жирмунский. Одним из основателей и организаторов института является О. Г. Кусакин.
В 1973 году при институте был создан Научный совет по морской биологии ДВНЦ АН СССР и начаты работы по созданию морской базы ДВНЦ в бухте Витязь.
В марте 1978 года был создан Дальневосточный морской заповедник.
В 1975 году институт организовал выпуск научного журнала «Биология моря», ставшего в последующем одним из ведущих журналов в своей области в России и международном научном сообществе. Журнал издается также на английском языке под названием Russian Journal of Marine Biology.
В 1988 году было сдано в эксплуатацию главное здание института, представляющее собой круглое сооружение с высокой башней на береговом утесе, спроектированное архитекторами Б. Богомоловым, Л. Бобровской, Ю. Соколовым (ДВО ГИПРОНИИ АН СССР).
В сентябре 2005 года институту было присвоено имя академика А. В. Жирмунского.
В начале сентября 2016 года был официально открыт для посетителей Приморский океанариум ДВО РАН. Сам океанариум начал работу в 2013 году.
1 сентября 2016 года на базе Института биологии моря ДВО РАН с присоединением к нему Дальневосточного морского заповедника и Приморского океанариума был организован Национальный научный центр морской биологии ДВО РАН (ННЦМБ ДВО РАН). Дальневосточный морской заповедник и Приморский океанариум по организационно-правовой форме стали филиалами Национального научного центра морской биологии ДВО РАН.
В сентябре 2018 года Национальному научному центру морской биологии было присвоено имя академика А. В. Жирмунского.

### Директора

#### Институт биологии моря
- Первый директор ИБМ ДВО РАН (1970—1989) — Жирмунский А. В. (в 1989—2000 гг. — почетный директор института)
- Второй директор ИБМ ДВО РАН (1989—2005) — Касьянов В. Л.
- Третий директор ИБМ ДВО РАН (2005—2016) — Адрианов А. В.

#### Национальный научный центр морской биологии
- Первый директор ННЦМБ ДВО РАН (2016—2017) — Адрианов А. В. (с 2017 г. — научный руководитель/президент центра)
- Второй (врио) директор ННЦМБ ДВО РАН (с 2017) — Одинцов В. С.

### Почетные члены центра
В 1992 г. Ученым советом Института биологии моря учреждено звание почетного члена Института биологии моря для российских и зарубежных ученых. Среди избранных почетных членов ИБМ ДВО РАН (ныне ННЦМБ ДВО РАН) стали: Б. С. Соколов, О. Кинне, Р. Тернер, Ю. Гарфилд, Э. Бенсон и другие.

## Структура
В состав Национального научного центра морской биологии входит 16 научных лабораторий, 2 филиала (Приморский океанариум и Дальневосточный морской заповедник), 4 биостанции. Они представляют собой основную научную инфраструктуру Центра.

### Общая структура
Дирекция (администрация)
Научные подразделения
- Лаборатория динамики морских экосистем
- Лаборатории систематики и морфологии
- Лаборатория эмбриологии
- Лаборатория генетики
- Лаборатория ихтиологии
- Лаборатория физиологии
- Лаборатория фармакологии
- Лаборатория сравнительной цитологии
- Лаборатория сравнительной биохимии
- Лаборатория биофизики клетки
- Лаборатория клеточных технологий
- Лаборатория физиологии автотрофных организмов
- Лаборатория молекулярной систематики
- Лаборатория морской микробиоты
- Лаборатория клеточной дифференциации
- Лаборатория морских млекопитающих

Филиалы
- Дальневосточный морской биосферный государственный природный заповедник
- Научно-образовательный комплекс «Приморский океанариум»

Биологические станции
- Морская биологическая станция «Восток»
- Морская биологическая станция «Запад»
- Станция «Сокол»(о-в Сахалин)
- Станция «Радуга» (п-ов Камчатка)

Вспомогательные службы
- Отдел международных связей
- Морской отдел
- Отдел глубоководного оборудования
- Отдел аквариальной
- Водолазный отдел
- Отдел компьютерных технологий
- Центр коллективного пользования — Дальневосточный центр электронной микроскопии[5]
- Музей
- Библиотека
- Кафедра иностранных языков ДВО РАН

Отделы обеспечения
При Центре открыты аспирантура по 9 специальностям и 2 диссертационных совета по защите диссертаций на соискание учёных степеней кандидата и доктора наук по 5 биологическим специальностям.

### Дирекция
- Врио директора: к.б.н. Одинцов В. С.
- Научный руководитель (Президент): академик Адрианов А. В.
- Заместители директора по научной работе: д.б.н. Имбс А. Б., чл.-корр. РАН Дюйзен И. В., д.б.н. Орлова Т. Ю.
- Заместитель директора по научно-образовательной и экспозиционной деятельности, директор филиала «Приморский океанариум»: к.б.н. Михайлюк А. Л.
- Заместитель директора по природоохранной деятельности, директор филиала «Дальневосточный морской заповедник»: Якушевский Н. А.
- Заместители директора по экономическим, общим вопросам и безопасности: Апухтина М. В., Степанюк И. Ю., Пинчук А. С.
- Ученый секретарь: к.б.н. Жуков В. Е.

### Научные сотрудники
Общая численность сотрудников 938 чел., из них академик РАН — 1, членов-корреспондентов РАН — 2, докторов наук — 25, кандидатов наук — 134. По количеству сотрудников Национальный научный центр морской биологии является самым крупным научным учреждением Дальневосточного отделения РАН.

### Учёные центра
В научном центре работают известные ученые-биологи в России и за рубежом — академик А. В. Адрианов, член-корр. В. В. Юшин, д.б.н. Ю. С. Хотимченко, д.б.н. Н. А. Одинцова, д.б.н. Ю. Ф. Картавцев и др.
В разное время в институте работали крупные ученые в области биологии моря:
- академик А. В. Жирмунский (1921—2000), директор-организатор ИБМ
- академик О. Г. Кусакин (1940—2005), заслуженный деятель науки РСФСР
- академик В. Л. Касьянов (1930—2001), второй директор ИБМ
- член-корр. В. Е. Васьковский (1935—2016), заслуженный деятель науки РФ
- д.м.н. П. А. Мотавкин (1922—2015), заслуженный деятель науки РСФСР
- д.б.н. М. К. Глубоковский (1948)
- д.б.н. А. И. Кафанов (1947—2007), заслуженный деятель науки РФ, Почетный президент Дальневосточного малакологического общества

### Музей
Музей Национального научного центра морской биологии, созданный в 1994 г. на основе решения Бюро Отделения общей биологии РАН, является крупнейшим хранилищем сборов морских организмов на Дальнем Востоке России. Общая площадь музейных хранилищ составляет более 400 м2, в нем числится более 30 тысяч единиц каталогизированного материала и более 60 тысяч Учёные центра необработанного. В музее хранятся голотипы и паратипы более 220 видов морских организмов.

## Научные исследования

### Направления исследований
Центр проводит фундаментальные исследования по 12 темам научно-исследовательских работ:
1. Изучение фауны и флоры, экологии и продуктивности биоты дальневосточных морей и прилежащих акваторий Тихого океана.
2. Глубоководные исследования Мирового океана.
3. Разработка научных основ охраны, воспроизводства и рационального использования биологических ресурсов шельфа.
4. Разработка научных основ и технологий обеспечения биологической безопасности морских акваторий и продуктов морского происхождения.
5. Исследование адаптаций, онтогенеза и эволюции морских организмов.
6. Исследования в области молекулярной генетики, биохимии и биотехнологии морских организмов.
7. Разработка технологий дистанционного контроля и мониторинга биоразнообразия и морских биологических ресурсов на особо охраняемых морских акваториях.
8. Разработка научных основ сохранения морского биологического разнообразия.
9. Медико-биологические исследования, морская фармакология, гипербарическая медицина.
10. Разработка научных основ и современных технологий содержания и разведения редких и исчезающих видов морских организмов.
11. Исследования в области физиологии, нейрофизиологии, высшей нервной деятельности морских млекопитающих, изучение поведения морских животных.
12. Разработка технологий ранней диагностики и лечения заболеваний морских животных, дельфинотерапия.

## Вклад в науку
Сотрудниками Центра издано более 160 монографий и 100 сборников, опубликовано более 4000 научных работ. Институт издаёт многотомную серию определителей по всем группам организмов от бактерий до позвоночных, обитающих в российских водах Японского моря — «Биота российских вод Японского моря» (издательством «Дальнаука» выпущено 11 томов).
Коллективом Центра, начиная с работы Института биологии моря, выполнен ряд крупных исследований по изучению морского биоразнообразия на Дальнем Востоке от юга Приморского края до арктических акваторий, в частности, проанализированы вековые изменения в составе ихтиофауны залива Петра Великого, показаны механизмы включения углерода из нефтяных соединений в пищевые цепи гидробионтов через нефтеокисляющие микроорганизмы, обобщены и опубликованы данные о структуре и метаболизме липидов у более чем 250 видов морских растений, обнаружены закономерности морфогенеза, общие для биологического и небиологического формообразования, опубликован самый полный в мире определитель по морским изоподам Северного полушария, изучены механизмы формирования специфических комплексов видов морской биоты в условиях экстремальных загрязнений донных осадков, выполнено много других работ.
В последние[какие?] годы сотрудниками Центра получены важные результаты, например, с совместно с Каролинским институтом (Швеция) был открыт новый механизм специализации клеток надпочечников. Показано, что катехоламин-синтезирующие хромафинные клетки дифференцируются из клеток-предшественников глии, которые доставляются к формирующимся надпочечникам по периферическим нервам в раннем развитии. Полученные данные опубликованы в журнале «Science».
В 2012 году за цикл фундаментальных работ в области изучения биологического разнообразия, его сохранения и обеспечения экологической безопасности А. В. Адрианову совместно с Г. В. Добровольским (посмертно) и Д. С. Павловым была вручена Государственная премия Российской Федерации в области науки и технологий.
В Центре совместно с Дальневосточным федеральным университетом и другими институтами Дальневосточного отделения РАН успешно выполнен мегагрант РНФ по проекту «Технологии мониторинга и рационального использования морских биологических ресурсов», итоги которого подведены в 2018 году. Мегагрант был выделен для исследований по пяти крупным направлениям: создание технологий учета, воспроизводства и контроля морских биоресурсов, создания методов оценки загрязнения морских экосистем, а также создания новых лекарственных препаратов и продуктов питания. По итогам исследований опубликовано более 600 научных статей, в том числе более 300 в международных журналах.
В ходе реализации проекта проведено исследование морфологического и таксономического разнообразия беспозвоночных Дальневосточных морей России. Выявлено высокое биологическое разнообразие глубоководных районов Японского моря, причём из 621 обнаруженных здесь видов 201 вид оказался новым для науки.
Установлено, что заболевания двух промысловых представителей королевских крабов — синего и камчатского в популяциях западной части Охотского моря вызываются герпес-подобным вирусом. Данная инфекция рассматривается как один из факторов, определяющих численность этих экономически важных видов ракообразных.
- Внутренний двор. В центре лежит череп кита
- Вид с другой стороны